# Corps Palatia Bonn

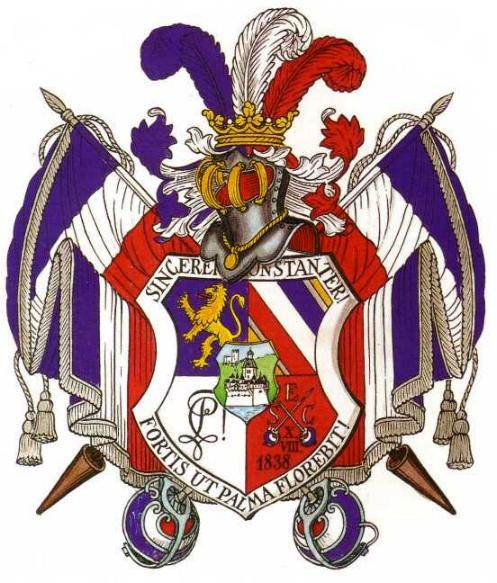
Armoiries de Palatia, le château de Pfalzgrafenstein dans le bouclier central

Le Corps Palatia Bonn est un corps (fraternité étudiante portant couleurs) qui n'est plus combattant depuis qu'il est exclu du Kösener Senioren-Convents-Verband (KSCV). Il regroupe des étudiants et anciens étudiants de l'Université rhénane Frédéric-Guillaume de Bonn. Les membres du corps sont appelés "Palatins de Bonn".

## Couleur

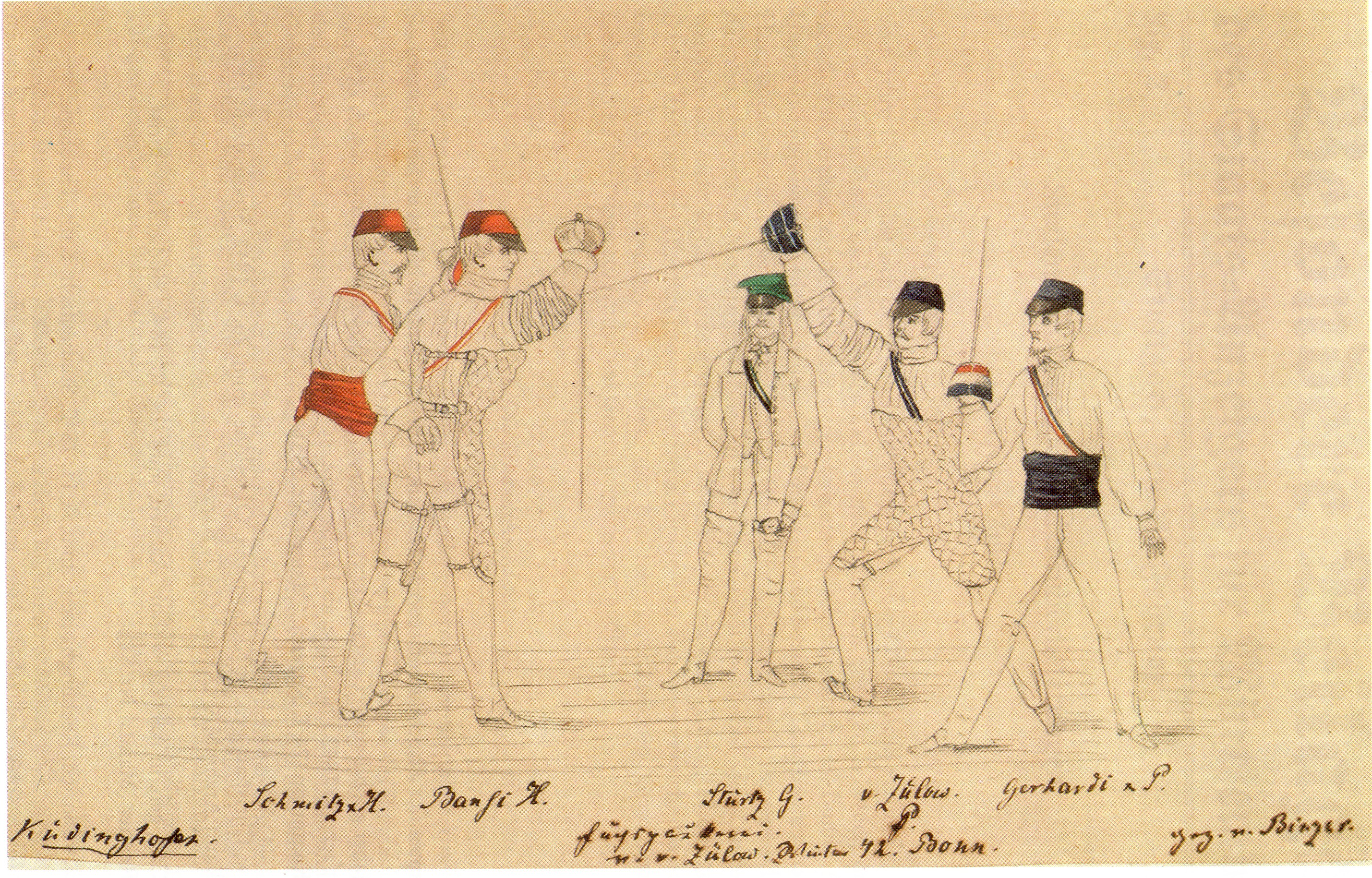
Combat Hansea I contre Palatia Bonn (1842)

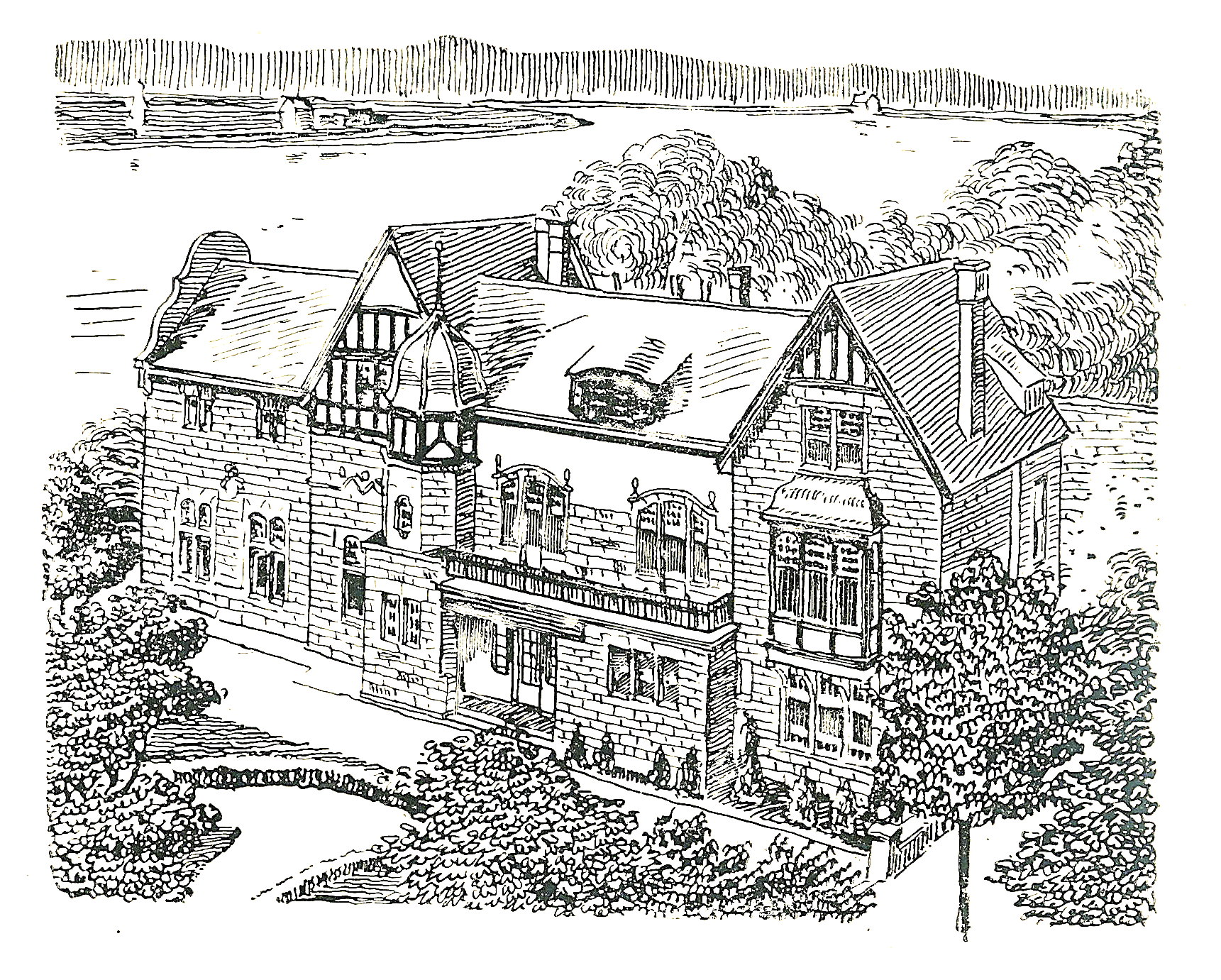
Ancienne maison de corps du Palatia, I. Fährgasse 1 (1910)

Palatia a les couleurs violet-blanc-rouge avec des percussions argentées. Les Fuchs portent une bande de renard "violet-blanc-violet" avec des percussions argentées, mais cela est aboli en 1974. La devise du Palatia est « Fortis ut palma florebit » (Psaume 92, verset 12 ; « Le fort prospèrera comme un palmier »). La devise héraldique est sincere et constanter (sincère et inébranlable).

## Histoire
Le Corps Palatia est issu de la société de table de Bonn des "Treveraner" (Trèves). Son membre le plus éminent aurait été le jeune étudiant en droit Karl Marx, qui y a vécu une période insouciante à l'âge de 17 ans et y a également connu la prison.
Le 10 août 1838, la société de table de Trèves devient le Corps Palatia Bonn. Les membres fondateurs sont Franz von Gaertner (de), Ludwig Simon (de), Eduard Lintz (de), Carl Krug von Nidda et Friedrich Schneider. Il est membre du Kösener Senioren-Convents-Verband (KSCV) depuis 1856. Au XIXe siècle, le corps comprend principalement des membres issus de familles d'industriels et d'entrepreneurs parmi ses membres (par exemple Leverkus, Haniel (de), Schnitzler, Schoeller (de), Deichmann). Mais il y a aussi de nombreux hommes politiques dans les rangs du Palatia. Pendant cette période, le Corps Palatia est considéré comme le plus riche de tous les corps.
Le membre honoraire de Palatia, Alexander von Claer, soutient Leonhard Zander (de) dans son initiative de réforme de Kösen en 1881. En 1885, une société par actions composée d'anciens acquit ce qui est auparavant le bar du corps, ce qui permet à Palatia de posséder la première maison corporative de Bonn.
En 1933, sous la pression du gouvernement nazi, le "principe aryen" est introduit dans les associations étudiantes, dont le Kösener Senioren-Convents-Verband. En 1934, le cercle général allemand des armes (de) exige que ses associations membres excluent « les descendants juifs et les parents juifs ». À la suite de cela, le Corps Palatia se dissous le 12 octobre 1935 à l'hôtel Continental à Berlin en raison de « l'incompatibilité de la corporation avec le national-socialisme ».
En 1953, le corps est reconstitué. Cinq ans plus tard, on envisage d'abolir la mensuration obligatoire. En tant qu'épreuve de courage avec des armes, elle n'est pas, surtout dans le contexte de la Seconde Guerre mondiale, une continuation digne de notre époque de l'ancienne tradition chevaleresque. En outre, la valeur éducative est discutable, et en tout cas faible pour une seule épreuve obligatoire. Il n'est pas non plus question d'attribuer une signification sportive à la mensuration.
Ces considérations ont conduit, le 22 mai 1958, lors du congrès de Kösen à Wurtzbourg, Palatia à proposer de supprimer la pratique obligatoire des mensurations comme condition préalable à l'obtention d'un ruban de garçon au sein de la KSCV. Cependant, comme aucun des membres présents du corps Palatia n'a effectué les mensurations minimales requises pour être reçu dans un corps de Kösen, le CC de la Rhenania Bonn (de) propose d'exclure les représentants du corps Palatia. Cette demande est acceptée. Par la suite, la demande précédente de Palatia n'est plus traitée (ce que l'on appelle "l'astuce de l'ordre du jour"). Cela conduit à l'exclusion du Corps Palatia de la KSCV. Le 5 juillet 1958, les Palatins abolissent formellement la mensur obligatoire et sont ainsi le premier corps à faire ce pas.

## Relations extérieures
Le Corps Palatia est aujourd'hui libre d'association et de cercle, mais entretient depuis 1998 (à nouveau) des relations amicales avec le Corps Bremensia, qui quitte le KSCV en 1971 pour des raisons similaires au Palatia. Avant l'exclusion du KSCV, il existait plusieurs relations avec d'autres corps de l'association, notamment le Corps Hannovera Göttingen et le Corps Palatia Straßburg (de), avec lesquels le Corps Palatia Bonn formait ce que l'on appelle le "cercle violet (de)".

## Palatins de Bonn

### Députés et ministres
- Christoph Becker (de) (1814–1886), député du Parlement de Francfort, député de la chambre des représentants de Prusse
- Hermann Poelchau (de) (1817-1912), juge et député à Hambourg
- Eduard Lintz (de) (1818-1878), médecin, député du Parlement de Francfort
- Anton Fonck (de) (1819-1898), administrateur de l'arrondissement d'Adenau (de) et dans l'arrondissement du Rheingau, député de la chambre des représentants de Prusse
- Adalbert Kuhlwein (de) (1819–1872), juge, député de la chambre des représentants de Prusse
- Ludwig Simon (de) (1819-1872), député du Parlement de Francfort
- Werner Keuffel (de) (mort en 1869), juge, député de la chambre des représentants de Prusse
- Heinrich Lantz (de) (1820-1901), député de la chambre des représentants de Prusse
- Hermann von Mallinckrodt (1821–1874), homme politique du Zentrum, député de la chambre des représentants de Prusse, député du Reichstag
- Karl Ludwig von Weitzel (de) (1821–1881), député du Reichstag de la Confédération de l'Allemagne du Nord, député de la chambre des représentants de Prusse
- Eduard Schenk (de) (1821-1900), député du Reichstag
- Heinrich von Feder (de) (1822–1887), avocat, député de la 2e chambre de Bade
- Christian Lutteroth (de) (1822–1896), avocat, député de la chambre des représentants de Prusse, député du Bürgerschaft de Hambourg
- Philipp Wilhelm Plessing (de) (1823–1879), sénateur de Lübeck, député du Reichstag
- Clemens August Schröder (de) (1824–1886), député du Reichstag, député de la chambre des représentants de Prusse
- Hugo von Bonin (de) (1826–1893), député de la chambre des seigneurs de Prusse
- Viktor Stomps (de) (1826-1907), juge, citoyen d'honneur d'Elberfeld, député de la chambre des représentants de Prusse
- Rudolph Schulz (de) (1827–1899), député du Reichstag
- Lambert Rospatt (de) (1829-1902), administrateur de l'arrondissement de Löbau-en-Prusse-Occidentale (de) et de l'arrondissement de Lennep, directeur de l'arrondissement de Château-Salins, député de la chambre des représentants de Prusse
- Alexander Czwalina (de) (1830–1893), juge, député de la chambre des représentants de Prusse
- Heinrich Alphons Plessing (de) (1830–1904), sénateur de Lübeck
- Georg Thilenius (de) (1830–1885), député du Reichstag
- Fritz Pauli (de) (1832–1898), député du Reichstag de la Confédération de l'Allemagne du Nord
- Wilhelm Simon (de) (1833–1916), président-directeur du chemin de fer Berlin-Hambourg, député de la chambre des représentants de Prusse
- Karl Peter Klügmann (de) (1835-1915), représentant diplomatique des villes hanséatiques de Brême, Hambourg et Lübeck, député du Reichstag et du Bundesrat
- Richard Maß (de) (1837-1917), juge, député de la chambre des représentants de Prusse
- Justus von Rosenberg-Gruszczynski (de) (1837–1900), administrateur de l'arrondissement de Duisbourg et de l'arrondissement de Mülheim, député de la chambre des représentants de Prusse
- Oskar von Weiß (de) (1838–1901), administrateur de l'arrondissement de Soldin (de), député de la chambre des représentants de Prusse
- Albert Herr (de) (1840-1912), député de la chambre des représentants de Prusse
- Emil von Jordan (de) (1840–1922), député de la chambre des représentants de Prusse
- Siegfried von Quast-Radensleben (de) (1842-1887), héritier de Radensleben à Neuruppin, administrateur de l'arrondissement de Ruppin (de), député de la chambre des représentants de Prusse
- Friedrich von Kölichen (de) (1844–1915), député de la chambre des représentants de Prusse
- Rudolf von Bitter le Jeune (1846-1914), haut président de la province de Posnanie, député de la chambre des seigneurs de Prusse
- Max von Balan (de) (1849-1905), chef de la police de Potsdam, président du district de Cologne, député de la chambre des représentants de Prusse, administrateur de l'arrondissement de Schlawe-en-Poméranie (de)
- Anton Opfergelt (1850–1915), député du Reichstag, député de la chambre des représentants de Prusse
- Warner Poelchau (de) (1852–1922), député du Bürgerschaft de Hambourg
- Wilhelm Johannes Wentzel (de) (1852–1919), député du Bürgerschaft de Hambourg
- Alexander Baur (de) (1857-1909), sénateur de la ville d'Altona
- Alexander Lucas (de) (1857–1920), industriel, député de la chambre des représentants de Prusse
- Walther vom Rath (1857-1940), membre du conseil de surveillance d'IG Farben, député de la chambre des représentants de Prusse
- Hans von Hellmann (1857–1917), député du Reichstag, président du district d'Allenstein
- Viktor Schnitzler (de) (1862-1934), député de la chambre des représentants de Prusse
- Georg Fließbach (de) (1864-1934), député de la chambre des représentants de Prusse
- August von Rospatt (de) (1869-1942), administrateur de l'arrondissement de Birnbaum, député de la chambre des représentants de Prusse
- Bernhard Grund (1872–1950), avocat, entrepreneur, homme politique DDP, député de la chambre des représentants de Prusse
- Leopold Peill (de) (1872-1941), verrier
- Hans Schnitzler (de) (1908-1985), député de la Chambre du peuple de la RDA
- Martin Haushofer (de) (1936–1994), député du Parlement bavarois
- Alexander Graf Lambsdorff (né en 1966), homme politique FDP, député européen, député du Bundestag

### Universitaires
- Ottokar von Feilitzsch (de) (1817–1885), physicien à Greifswald
- Heinrich Brunn (1822–1894), archéologue
- Hermann Welcker (de) (1822–1897), anatomiste à Halle
- Herbert Pernice (de) (1832–1875), juriste, a représenté la maison de Hesse contre la Prusse
- Justus Carrière (de) (1854-1893), zoologiste à Strasbourg
- Fritz Noetling (de) (1857–1928), paléontologue
- Hans Schröder (de) (1868-1938), gynécologue
- Robert Hartmeyer (de) (1874-1923), zoologiste
- Andreas Predöhl (de) (1893-1974), économiste, recteur des universités de Kiel et de Münster
- Georg-Christoph von Unruh (1913-2009), juriste
- Gunnar Brands (de) (né en 1956), archéologue
- Andreas Meyer-Lindenberg (de) (né en 1965), psychiatre

### Entrepreneurs et industriels
- Fritz Simrock (1837-1901), éditeur de musique
- Paul von Naehrich (de) (1852–1937), président de l'Association allemande de l'industrie sucrière
- Carl Schmidt-Polex (de) (1853-1919), industriel
- Wilhelm Gail (de) (1854-1925), fabricant de tabac et membre du parlement de l'État
- Gustav Lahusen (de) (1854-1939), marchand
- Richard von Schnitzler (de) (1855-1938), banquier, industriel et mécène
- Paul von Schnitzler (de) (1856-1932), membre du conseil d'administration d'IG Farben
- Herbert von Meister (de) (1866-1919), PDG de Farbwerke Hoechst
- Arnold Borsig (de) (1867–1897), industriel
- Otto Goertz (de) (1872–? ), fabricant, président de la Chambre de commerce et d'industrie de Bonn
- Alfred Leverkus (de) (1873- ), entrepreneur en chimie
- Walter Julius Viktor Schoeller (de) (1880–1965), chimiste, membre du conseil d'administration de Schering-Kahlbaum AG
- Walther Bresges (de) (1882-1961), fabricant
- Franz Haniel (de) (1883-1965), industriel
- Otto Leverkus junior (de) (1883–1957), entrepreneur en chimie
- Georg Gail (de) (1884–1950), fabricant de cigares
- Georg von Schnitzler (de) (1884–1962), membre du conseil d'IG Farben
- Karl Gelpcke (de) (1895-1941), membre du conseil d'administration de la banque prussienne d'hypothèques
- Friedrich Victor Rolff (de) (1934–2012), entrepreneur, collectionneur d'art, mécène et pilote de course
- Walter Deuss (de) (né en 1935), directeur
- Michael Wirtz (de) (né en 1939), entrepreneur
- Donatus Kaufmann (de) (né en 1962), directeur

### Militaires
- Otto von Claer (de) (1827-1909), général prussien
- Alfred von Kaphengst (de) (1828-1887), général de division prussien
- Adolf von Deins (1845-1911), général de cavalerie prussien

### Responsables locaux et ministériels
- Franz von Gaertner (de) (1817-1872), administrateur de l'arrondissement de Sarrebruck, fondateur du corps
- Joseph von Brewer (de) (1821–1858), administrateur de l'arrondissement de Mayen (de)
- Robert von Reitzenstein (de) (1821-1902), administrateur de l'arrondissement de Recklinghausen
- Gustav Bournye (1823–1858), administrateur de l'arrondissement de Prüm
- Karl Heinrich Lottner (1825–1897), maire de Coblence
- Georg Dieterichs (de) (1826-1903), ministre hanovrien des Finances et administrateur de l'arrondissement de Göttingen
- Paul von Jordan (de) (1831-1870), administrateur de l'arrondissement de Neustadt-en-Prusse-Occidentale (de) et de l'arrondissement de Wiesbaden
- Gustav Gottfried Keil (de) (1836–1894), administrateur de l'arrondissement de Siegen (de) et de l'arrondissement de Marienburg (de)
- Robert von der Heydt (1837-1877), administrateur de l'arrondissement d'Eupen et de l'arrondissement d'Essen, commissaire civil à Strasbourg, président de district de Haute-Alsace à Colmar
- Werner Meyer (de) (1838–1889), administrateur de l'arrondissement d'Halberstadt (de)
- Reinhold Köpke (de) (1839-1915), philologue classique et fonctionnaire du ministère en Prusse
- Paul von Basse (de) (1851-1919), propriétaire foncier, administrateur de l'arrondissement de Steinfurt (de) et de l'arrondissement d'Hagen (de)
- Hermann von Chappuis (de) (1855-1925), administrateur de l'arrondissement de Bersenbrück (de) et de l'arrondissement de Schubin, et fonctionnaire du ministère en Prusse
- Kurd von Berg-Schönfeld (de) (1856-1923), chef de la police de Cassel et de Hanovre, président du district de Stade (de) et district de Hanovre (de), administrateur de l'arrondissement de Gifhorn
- Otto Stürken (de) (1856–1923), chef de la police de Hambourg
- Heinrich von Schroeter (de) (1856-1945), administrateur de l'arrondissement de Pless (de), chef de la police à Stettin et Kiel
- Ernst Pfeffer von Salomon (de) (1856–1923), fonctionnaire administratif prussien, administrateur de l'arrondissement de Sarrebourg
- Karl von Pastor (de) (1857-1919), administrateur de l'arrondissement de Malmedy et de l'arrondissement d'Aix-la-Chapelle
- Wilhelm Wiesand (de) (1860–1919), administrateur de l'arrondissement de Beuthen et de l'arrondissement de Torgau
- Max von Sandt (1861-1918), président de district d'Aix-la-Chapelle, chef de l'administration impériale pour la Belgique, administrateur de l'arrondissement de Bonn (de)
- Robert Coeler (de) (1863-1904), administrateur de l'arrondissement de Gnesen (de)
- Franz Thilo (de) (1863-1941), administrateur de l'arrondissement de Grottkau
- Alfred von Reumont (de) (1863-1942), administrateur de l'arrondissement d'Erkelenz (de)
- August Theodor Schmöle (de) (1865-1919), administrateur de l'arrondissement de Kosten
- Ernst Wichelhaus (de) (1865-1943), propriétaire de manoir, administrateur de l'arrondissement de Breslau
- Erwin Wilkins (de) (1868-1940), propriétaire de manoir, administrateur de l'arrondissement de Spremberg (de)
- Alexander von Grunelius (de) (1869-1938), administrateur de l'arrondissement d'Hersfeld (de), député du parlement provincial de Hesse-Nassau (de), banquier
- Edgar Loehrs (de) (1870-1948), avocat administratif, administrateur de l'arrondissement de Lübben (de) et fonctionnaire du ministère
- August Schroepffer (de) (1868–1934), administrateur de l'arrondissement d'Oschersleben-sur-la-Bode (de)
- Karl Schroeder (de) (1870-après 1930), administrateur de l'arrondissement de Wittgenstein (de), député du parlement provincial de Westphalie (de)
- Alexander von Martius (de) (1874-1939), administrateur de l'arrondissement de Darkehmen (de)
- Hans von Chamier Glisczinski (de) (1884-1970), administrateur de l'arrondissement de Montjoie (de), de l'arrondissement de Düsseldorf (de) et de l'arrondissement de Grevenbroich-Neuss, vice-président d'Erfurt
- Ernst Falkenthal (de) (1858-1911), commissaire impérial, administrateur de l'arrondissement de Spremberg (de)

### Diplomates
- Willibald von Dirksen (de) (1852-1928), envoyé, député du Reichstag et collectionneur d'art
- Georg Coates (de) (1853-1924), ambassadeur
- Wilhelm von Meister (de) (1863-1935), diplomate, président du district de Wiesbaden, administrateur de l'arrondissement du Haut-Taunus et de l'arrondissement d'Höchst
- Edgar Haniel von Haimhausen (de) (1870-1935), diplomate
- Herbert Mumm von Schwarzenstein (1898-1945), diplomate, opposant nazi (membre du cercle Solf)
- Bernd Mumm von Schwarzenstein (de) (1901-1981), diplomate
- Ernst Eduard vom Rath (1909-1938), diplomate, secrétaire d'ambassade à Paris
- Mark-Ulrich von Schweinitz (de) (1940–2009), ambassadeur au Burkina Faso

### Autres
- Heinrich Rosbach (de) (1814–1879), médecin, botaniste et dessinateur
- Ferdinand von Herff (de) (1820-1912), médecin
- Ernst Dronke (de) (1822–1891) écrivain et journaliste
- Heinrich Donnenberg, Dominus praeses (1885–1899) et membre honoraire du club académique d'Hambourg (de)
- Ernst Ewald (1836-1904), peintre d'histoire, directeur de l'établissement d'enseignement du Musée des Arts décoratifs de Berlin
- Rudolf Püngeler (de) (1857–1927), juge, président du conseil d'administration, lépidoptériste
- Herbert Axster (de) (1899–1991), avocat
- Peter Gauhe (de) (1940–2020), éclairagiste, caméraman, photographe et acteur
- Michael-Hubertus von Sprenger (de) (né en 1940), avocat
- Albrecht von Boeselager (né en 1949), grand Chancelier de l'ordre Souverain de Malte